# Frisland
 (juillet 2017).
Si vous disposez d'ouvrages ou d'articles de référence ou si vous connaissez des sites web de qualité traitant du thème abordé ici, merci de compléter l'article en donnant les références utiles à sa vérifiabilité et en les liant à la section « Notes et références ».

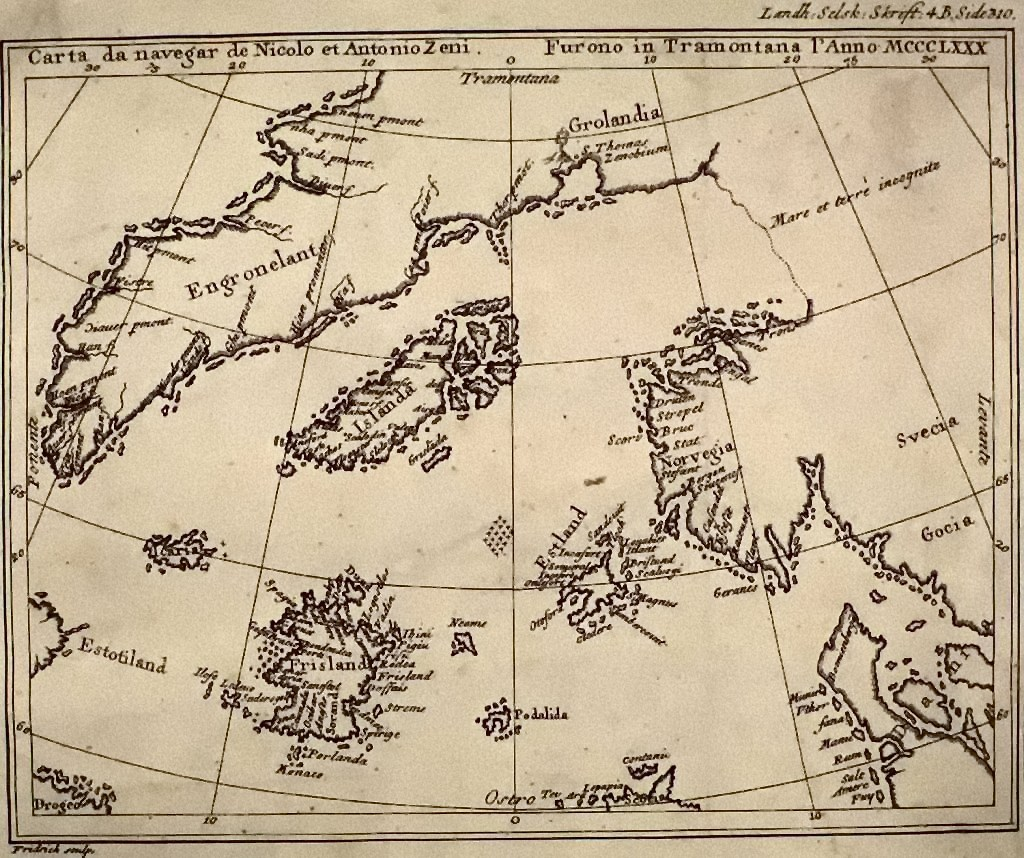
La carte de Zeno, le Frisland est en bas vers la gauche

Le Frisland (aussi appelé Frischlant, Friesland, Freezeland, Frislandia ou Fixland) est une île fantôme qui figure sur presque toutes les cartes de l'Atlantique nord entre les années 1560 et 1660. Elle apparait pour la première fois en 1558 sur une carte de Nicolò Zeno incluse dans son livre paru à Venise De i commentarij del viaggio in Persia di M. Caterino Zeno il K. & delle guerre fatte nell' imperio persiano, dal tempo di Ussuncassano in quà libri due. : Et dello scoprimento dell' Isole Frislanda, Eslanda, Engrouelanda, Estotilanda, & Icaria, fatto sotto il Polo Artico, da due fratelli Zeni, M. Nicolò il K. e M. Antonio libro uno : con un disegno particolare di tutte le dette parte di Tramontana da lor scoperte. Cette île ne doit pas être confondue avec la Frise (Friesland en néerlandais), province au nord des Pays-Bas.
À l'origine, le Frisland désignait probablement l'Islande. La plus ancienne édition connue d'une carte qui le représente comme une île distincte date de 1558. Son auteur, Nicolo Zeno, qui est un descendant des explorateurs Nicolò et Antonio Zeno, affirme qu'ils y auraient fait naufrage. De nombreuses parts du récit semblent être une vaste supercherie de l'auteur de la carte qui aura réussi à tromper ses contemporains avec une histoire et des documents particulièrement convaincants. L'erreur se propage toujours, plus épisodiquement, jusqu'à la fin du XVIIIe siècle, lorsque les techniques de topographie deviennent plus précises et permettent une représentation à l'échelle et non plus subjective.
L’épistémologue de la cartographie Alban Berson a fait remarquer qu’en 1784, en réexaminant le calcul des coordonnées de Frisland, le géographe français Philippe Buache conclut qu’il s’agit des îles Féroé. Or, la toponymie, montre Berson, corrobore cette thèse. Si l’on compare la Frisland de Zeno à la plus ancienne carte imprimée de cet archipel, publiée en 1673 par le Danois Lucas Jacobsøn Debes, on trouve de nombreux points de convergences. Le nom même de Frisland est proche de Færorarum employé par Debes et encore plus proche du vieux danois Færöislanda. La petite île isolée appelée Ledeve sur la carte de Zeno rappelle la Little Dimen de Debes. Au sud, le Sundero colfo correspond au Süderöe fiord, Portlanda à Porchÿrs Nas, et Sorand à Süderöe. Le point le plus méridional sur les deux cartes porte le même nom en italien et en danois, Monaco et Münck. Il s’agit d’un rocher dont la forme évoquait un moine. À l’ouest, Godmec pourrait être Götenes. Au nord, l’île la plus septentrionale de Zeno, Dvilo, correspond à Videröe et Andefort à Andefiord. 
Frisland ne serait donc pas tant une île imaginaire qu’un archipel réel, très incorrectement situé et représenté de manière méconnaissable : les îles Féroé. 